# A che ora è la fine del mondo?
| Recensione | Giudizio |
| ---------- | -------- |
| AllMusic   | [ 3 ]    |

A che ora è la fine del mondo? è il quarto album di Luciano Ligabue, pubblicato dalla WEA Italiana su CD (catalogo 450 9 98171 2) e musicassetta (450 9 98171 4) nel 1994.

## Descrizione
Autoprodotto, è stato definito dall'artista come una raccolta di "schegge sparse", ovvero di brani incisi in tempi diversi e slegati fra loro. È l'ultimo lavoro in collaborazione con i Clan Destino e il primo in cui Ligabue collabora con altri musicisti. Rappresenta una sorta di transizione tra la fase iniziale della carriera dell'artista, con i primi tre album prodotti da Angelo Carrara (collaborazione interrotta nei mesi antecedenti questa pubblicazione), e quella che seguirà con Buon compleanno Elvis insieme alla nuova formazione denominata "La Banda" e al produttore Fabrizio Barbacci.
Il 27 novembre 2008 viene pubblicata una versione rimasterizzata del CD (Warner Music Italy catalogo 518 6 51652 5), la confezione contiene un libretto di 40 pagine che spiega la genesi di ciascun brano dell'album e contiene le vignette della storia di Gino, fumetto scritto da Ligabue e disegnato da Gigi Cavalli Cocchi.

## I brani
- A che ora è la fine del mondo?
Primo singolo estratto, che fornisce anche il titolo all'album, è una cover di It's the End of the World as We Know It (And I Feel Fine) dei R.E.M. (1987),[4] ma Ligabue ne trasforma il testo facendolo diventare una satira della televisione, per cui la gente preferirebbe vivere l'evento descritto nel titolo a casa, comodamente seduta in poltrona davanti alla tv.[4] Al pezzo collaborano occasionalmente Andrea Braido alla chitarra elettrica ed una sezione ritmica con Lele Melotti e Davide Romani. Unico membro dei Clan Destino presente è il tastierista Gianfranco Fornaciari, che fa anche la seconda voce alla fine della canzone.[4]
- Gringo '94
Pezzo rock scritto e modificato più volte dalla metà degli anni '80 in poi,[8] in cui si narra della vita di El Gringo, personaggio parodia dell'ex Presidente degli Stati Uniti Ronald Reagan.[9] Ligabue ha puntualizzato che questa metafora si può estendere alla superpotenza americana in generale[8].

(Luciano Ligabue)
Registrato e mixato al Logic studio a fine marzo 1994.
- Cerca nel cuore
Primo brano in assoluto in cui l'artista si avvale della collaborazione altrui in composizione.[10] In questa ballata, Gianfranco Fornaciari, seconda voce nel ritornello,[11] accompagna la chitarra acustica[12] pizzicando le corde del pianoforte.[11]
- Fuoritempo
Pezzo rock[13] il cui testo narra di persone che si sentono fuori posto e fuori tempo.[13] Come nei due brani precedenti Ligabue suona con i Clan Destino, qui Lele Melotti sostituisce Gigi Cavalli Cocchi alla batteria.[14]

Registrato allo studio Esagono di Rubiera a fine giugno 1994.
La canzone, utilizzata nei primi concerti con gli Orazero a fine anni ottanta e occasionalmente in alcune date del primo tour, è stata passata nel 1992 ai Rats, che l'hanno incisa, con la partecipazione dello stesso Ligabue come cantante e produttore, nel loro CD Indiani padani e in un singolo promozionale.
- L'han detto anche gli Stones
Brano dalle sonorità decisamente rock[12] eseguito con l'allora emergente band dei Negrita (con il cantante Pau come seconda voce), il cui produttore Fabrizio Barbacci supporterà anche Ligabue a partire dal successivo album dell'anno seguente.[15]

Il testo è una sorta di applicazione del rock and roll come filosofia di vita, citando indirettamente il concetto alla base di It's only rock'n'roll (but I like it) dei Rolling Stones.
Registrato allo studio Esagono nel settembre 1994.
- Male non farà
Altra ballata con influenze soul[16] nella cui chiusura sono presenti i vocalizzi dell'allora poco conosciuta Jenny B.[17] È l'unica canzone della discografia di Ligabue che contiene una voce solista femminile. Il pezzo, destinato al gruppo dei Timoria, è stato da loro inserito nelle ristampe dell'album Storie per vivere (il brano non era ancora disponibile all'epoca della prima pubblicazione) e in un singolo promozionale.[17]

Registrato allo studio Esagono a fine giugno '94.
- Gringo '91
Versione del 1991 della seconda canzone dell'album. A differenza del riarrangiamento del 1994, il testo è leggermente diverso, ma non nei contenuti.[16] Vengono richiamate sonorità presenti nel coevo album Lambrusco coltelli rose & pop corn di cui questo brano avrebbe potuto far parte.[18] Infatti, fu il primo ad essere inciso durante le sessioni di registrazione di quell'album, ma fu in seguito escluso dal disco perché il testo non era concettualmente attinente.[18] All'epoca, la formazione dei Clan Destino contava Giovanni Marani, autore delle parti di pianoforte, alle tastiere.[18]

Registrato allo studio Blanche di Medicina (BO) nella primavera del 1991.
- Urlando contro il cielo
Versione dal vivo cantata dal pubblico del brano pubblicato in Lambrusco coltelli rose & pop corn, registrata nel 1991 durante il Neverending Tour che seguì l'uscita dell'album.[19] Si tratta del primo pezzo live inciso dal cantante e che, a detta dello stesso, non deve mancare nella scaletta dei suoi concerti.[19]

L'arrangiamento di questa versione si differenzia per l'introduzione più lunga, infatti l'attacco della chitarra di Cottafavi è preceduto dalle variazioni del bridge e del ritornello del pezzo eseguite al pianoforte da Giovanni Marani.

## I video musicali
- A che ora è la fine del mondo?, su YouTube. URL consultato il 21 novembre 2014.
- Cerca nel cuore, su YouTube. URL consultato il 21 novembre 2014.
- Urlando contro il cielo (live), su YouTube. URL consultato il 21 novembre 2014.

Prodotto per promuovere l'album Lambrusco coltelli rose & pop corn, ma contiene l'audio pubblicato in A che ora è la fine del mondo?, era originariamente disponibile solo in videocassetta sull'home video Videovissuti e videopresenti del 1993.
Tutti i videoclip sono stati inseriti nei DVD Primo tempo del 2007 e Videoclip Collection del 2012, quest'ultimo distribuito solo nelle edicole.

## Tracce
Testi e musiche di Luciano Ligabue, eccetto dove indicato.
1. A che ora è la fine del mondo? – 4:23 (testo: Luciano Ligabue – musica: Mike Mills, Bill Berry, Peter Buck, Michael Stipe (Cover R.E.M))
2. Gringo '94 – 4:26
3. Cerca nel cuore – 3:27 (testo: Luciano Ligabue – musica: Luciano Ligabue, Gianfranco Fornaciari)
4. Fuori tempo – 4:33
5. L'han detto anche gli Stones – 4:13
6. Male non farà – 5:10
7. Gringo '91 – 4:10
8. Urlando contro il cielo (live) – 4:35

## Formazione
- Luciano Ligabue - voce, chitarra

### Clan Destino
- Max Cottafavi - chitarra (eccetto brani 1, 4 e 5)
- Luciano Ghezzi - basso (eccetto brani 1 e 5)
- Gigi Cavalli Cocchi - batteria (eccetto brani 1, 4 e 5), percussioni in 6
- Gianfranco Fornaciari - organo Hammond in 2 e 4, corde del pianoforte in 3, pianoforte in 6, cori in 1, 3 e 6
- Giovanni Marani - pianoforte in 7 e 8

### Altri musicisti
- Lele Melotti - batteria in Fuoritempo e in A che ora è la fine del mondo?
- Jenny B - vocalizzi e cori in Male non farà

A che ora è la fine del mondo?
- Andrea Braido - chitarra elettrica
- Gianfranco Fornaciari (Clan Destino) - pianoforte, organo Hammond, seconda voce
- Davide Romani - basso

Negrita in L'han detto anche gli Stones
- Paolo "Pau" Bruni - seconda voce
- Franco Li Causi - basso
- Cesare "Mac" Petricich - chitarra
- Enrico "Drigo" Salvi - chitarra
- Roberto Zamagni - batteria

## Successo commerciale
Nel 1994 raggiunge la 6ª posizione nella classifica italiana, risultando il 50º album più venduto in quell'anno.
Complessivamente otterrà un buon successo, conquistando 3 dischi di platino.

## Classifiche

### Classifiche settimanali
| Classifica (1994) | Posizione massima |
| ----------------- | ----------------- |
| Europa            | 68                |
| Italia            | 6                 |

### Classifiche di fine anno
| Classifica (1994) | Posizione |
| ----------------- | --------- |
| Italia            | 50        |